# Coelorinchus
Genre
Les poissons du genre Coelorinchus (parfois écrit Caelorinchus) sont des poissons des grands fonds, de la famille des Macrouridae. Ils font partie des poissons appelés grenadiers.

## Espèces
Selon World Register of Marine Species (10 mars 2016) :
- Coelorinchus acanthiger Barnard, 1925
- Coelorinchus acantholepis Gilbert & Hubbs, 1920
- Coelorinchus aconcagua Iwamoto, 1978
- Coelorinchus acutirostris Smith & Radcliffe, 1912
- Coelorinchus amirantensis Iwamoto, Golani, Baranes & Goren, 2006
- Coelorinchus amydrozosterus Iwamoto & Williams, 1999
- Coelorinchus anatirostris Jordan & Gilbert, 1904
- Coelorinchus anisacanthus Sazonov, 1994
- Coelorinchus aratrum Gilbert, 1905
- Coelorinchus argentatus Smith & Radcliffe, 1912
- Coelorinchus argus Weber, 1913
- Coelorinchus aspercephalus Waite, 1911
- Coelorinchus asteroides Okamura, 1963
- Coelorinchus australis (Richardson, 1839)
- Coelorinchus biclinozonalis Arai & Mcmillan, 1982
- Coelorinchus bollonsi McCann & McKnight, 1980
- Coelorinchus braueri Barnard, 1925
- Coelorinchus brevirostris Okamura, 1984
- Coelorinchus caelorhincus (Risso, 1810)
- Coelorinchus campbellicus McCann & McKnight, 1980
- Coelorinchus canus (Garman, 1899)
- Coelorinchus caribbaeus (Goode & Bean, 1885)
- Coelorinchus carinifer Gilbert & Hubbs, 1920
- Coelorinchus carminatus (Goode, 1880)
- Coelorinchus caudani (Köhler, 1896)
- Coelorinchus celaenostomus McMillan & Paulin, 1993
- Coelorinchus charius Iwamoto & Williams, 1999
- Coelorinchus chilensis Gilbert & Thompson, 1916
- Coelorinchus cingulatus Gilbert & Hubbs, 1920
- Coelorinchus commutabilis Smith & Radcliffe, 1912
- Coelorinchus cookianus McCann & McKnight, 1980
- Coelorinchus cylindricus Iwamoto & Merrett, 1997
- Coelorinchus denticulatus Regan, 1921
- Coelorinchus divergens Okamura & Yatou, 1984
- Coelorinchus dorsalis Gilbert & Hubbs, 1920
- Coelorinchus doryssus Gilbert, 1905
- Coelorinchus fasciatus (Günther, 1878)
- Coelorinchus flabellispinnis (Alcock, 1894)
- Coelorinchus formosanus Okamura, 1963
- Coelorinchus fuscigulus Iwamoto, Ho & Shao, 2009
- Coelorinchus gaesorhynchus Iwamoto & Williams, 1999
- Coelorinchus geronimo Marshall & Iwamoto, 1973
- Coelorinchus gilberti Jordan & Hubbs, 1925
- Coelorinchus gladius Gilbert & Cramer, 1897
- Coelorinchus goobala Iwamoto & Williams, 1999
- Coelorinchus gormani Iwamoto & Graham, 2008
- Coelorinchus hexafasciatus Okamura, 1982
- Coelorinchus hige Matsubara, 1943
- Coelorinchus hoangi Iwamoto & Graham, 2008
- Coelorinchus horribilis McMillan & Paulin, 1993
- Coelorinchus hubbsi Matsubara, 1936
- Coelorinchus immaculatus Sazonov & Iwamoto, 1992
- Coelorinchus infuscus McMillan & Paulin, 1993
- Coelorinchus innotabilis McCulloch, 1907
- Coelorinchus japonicus (Temminck & Schlegel, 1846)
- Coelorinchus jordani Smith & Pope, 1906
- Coelorinchus kaiyomaru Arai & Iwamoto, 1979
- Coelorinchus kamoharai Matsubara, 1943
- Coelorinchus karrerae Trunov, 1984
- Coelorinchus kermadecus Jordan & Gilbert, 1904
- Coelorinchus kishinouyei Jordan & Snyder, 1900
- Coelorinchus labiatus (Köhler, 1896)
- Coelorinchus lasti Iwamoto & Williams, 1999
- Coelorinchus leptorhinus Chiou, Shao & Iwamoto, 2004
- Coelorinchus longicephalus Okamura, 1982
- Coelorinchus longissimus Matsubara, 1943
- Coelorinchus macrochir (Günther, 1877)
- Coelorinchus macrolepis Gilbert & Hubbs, 1920
- Coelorinchus macrorhynchus Smith & Radcliffe, 1912
- Coelorinchus maculatus Gilbert & Hubbs, 1920
- Coelorinchus marinii Hubbs, 1934
- Coelorinchus matamua (McCann & McKnight, 1980)
- Coelorinchus matsubarai Okamura, 1982
- Coelorinchus maurofasciatus McMillan & Paulin, 1993
- Coelorinchus mayiae Iwamoto & Williams, 1999
- Coelorinchus mediterraneus Iwamoto & Ungaro, 2002
- Coelorinchus melanobranchus Iwamoto & Merrett, 1997
- Coelorinchus melanosagmatus Iwamoto & Anderson, 1999
- Coelorinchus mirus McCulloch, 1926
- Coelorinchus multifasciatus Sazonov & Iwamoto, 1992
- Coelorinchus multispinulosus Katayama, 1942
- Coelorinchus mycterismus McMillan & Paulin, 1993
- Coelorinchus mystax McMillan & Paulin, 1993
- Coelorinchus nazcaensis Sazonov & Iwamoto, 1992
- Coelorinchus notatus Smith & Radcliffe, 1912
- Coelorinchus obscuratus McMillan & Iwamoto, 2009
- Coelorinchus occa (Goode & Bean, 1885)
- Coelorinchus oliverianus Phillipps, 1927
- Coelorinchus osipullus McMillan & Iwamoto, 2009
- Coelorinchus parallelus (Günther, 1877)
- Coelorinchus pardus Iwamoto & Williams, 1999
- Coelorinchus parvifasciatus McMillan & Paulin, 1993
- Coelorinchus platorhynchus Smith & Radcliffe, 1912
- Coelorinchus polli Marshall & Iwamoto, 1973
- Coelorinchus productus Gilbert & Hubbs, 1916
- Coelorinchus pseudoparallelus Trunov, 1983
- Coelorinchus quadricristatus (Alcock, 1891)
- Coelorinchus quincunciatus Gilbert & Hubbs, 1920
- Coelorinchus radcliffei Gilbert & Hubbs, 1920
- Coelorinchus scaphopsis (Gilbert, 1890)
- Coelorinchus semaphoreus Iwamoto & Merrett, 1997
- Coelorinchus sereti Iwamoto & Merrett, 1997
- Coelorinchus sexradiatus Gilbert & Hubbs, 1920
- Coelorinchus shcherbachevi Iwamoto & Merrett, 1997
- Coelorinchus sheni Chiou, Shao & Iwamoto, 2004
- Coelorinchus simorhynchus Iwamoto & Anderson, 1994
- Coelorinchus smithi Gilbert & Hubbs, 1920
- Coelorinchus sparsilepis Okamura, 1984
- Coelorinchus spathulatus McMillan & Paulin, 1993
- Coelorinchus spilonotus Sazonov & Iwamoto, 1992
- Coelorinchus spinifer Gilbert & Hubbs, 1920
- Coelorinchus supernasutus McMillan & Paulin, 1993
- Coelorinchus thompsoni Gilbert & Hubbs, 1920
- Coelorinchus thurla Iwamoto & Williams, 1999
- Coelorinchus tokiensis (Steindachner & Döderlein, 1887)
- Coelorinchus trachycarus Iwamoto, McMillan & Shcherbachev, 1999
- Coelorinchus triocellatus Gilbert & Hubbs, 1920
- Coelorinchus trunovi Iwamoto & Anderson, 1994
- Coelorinchus velifer Gilbert & Hubbs, 1920
- Coelorinchus ventrilux Marshall & Iwamoto, 1973
- Coelorinchus vityazae Iwamoto, Shcherbachev & Marquardt, 2004
- Coelorinchus weberi Gilbert & Hubbs, 1920
- Coelorinchus yurii Iwamoto, Golani, Baranes & Goren, 2006

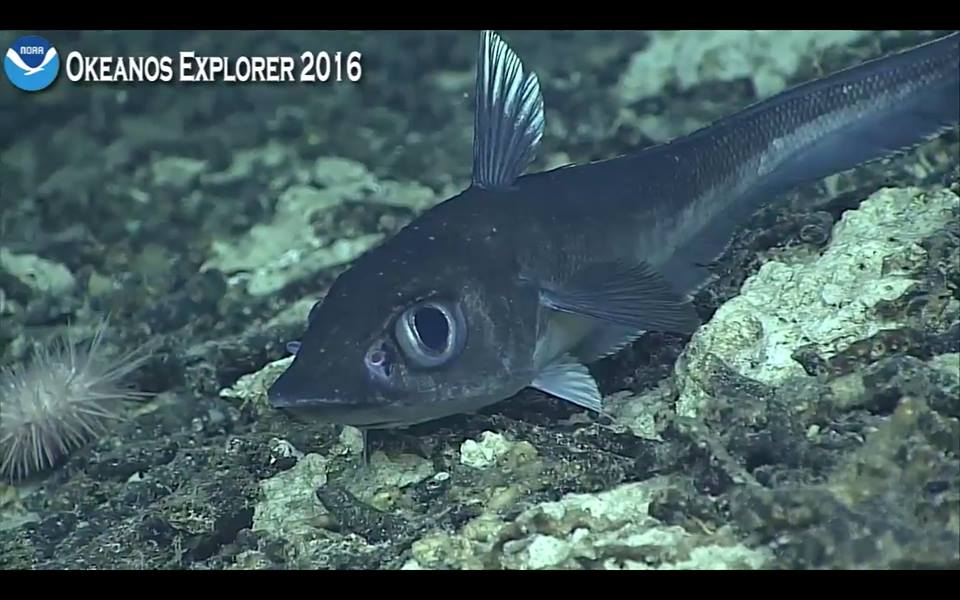
Coelorhinchus aratrum (ou C. doryssus)
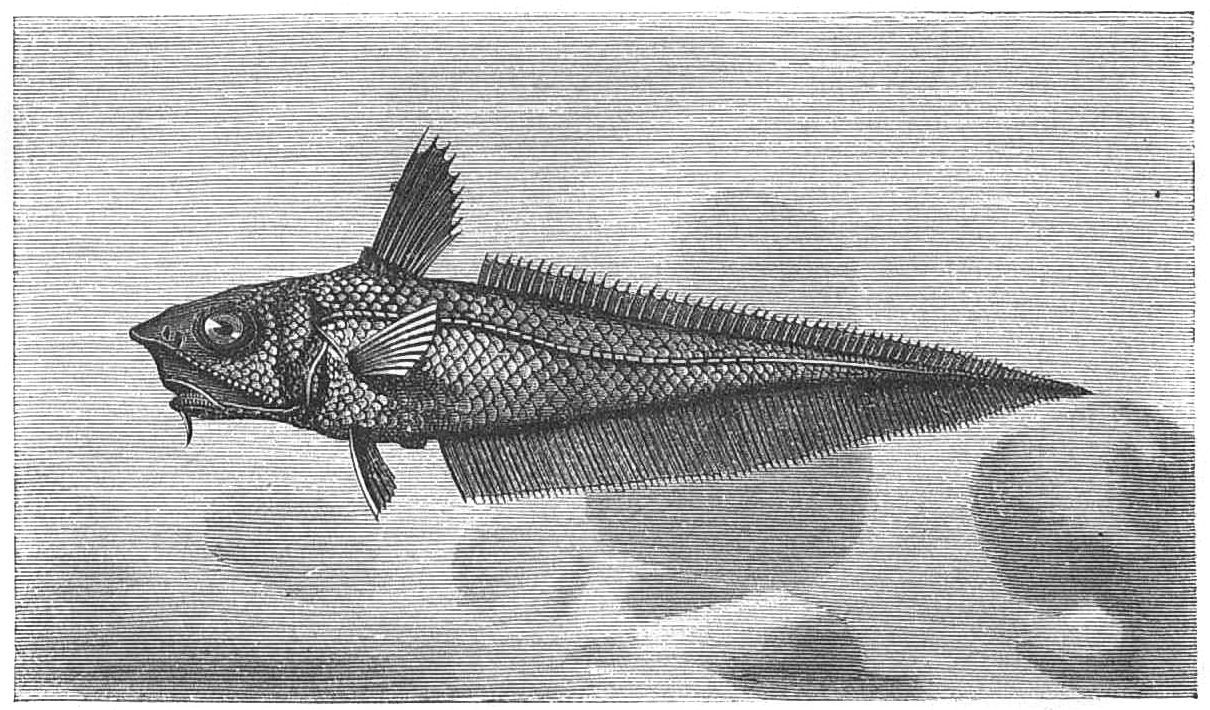
Coelorinchus australis
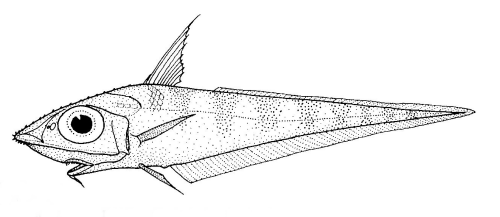
Coelorinchus bollonsi
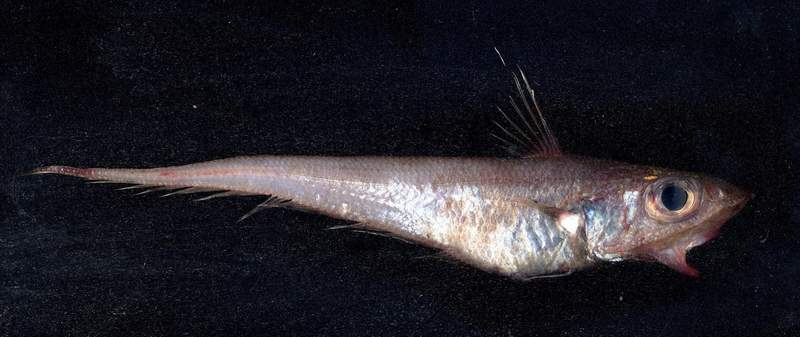
Coelorinchus caelorhincus
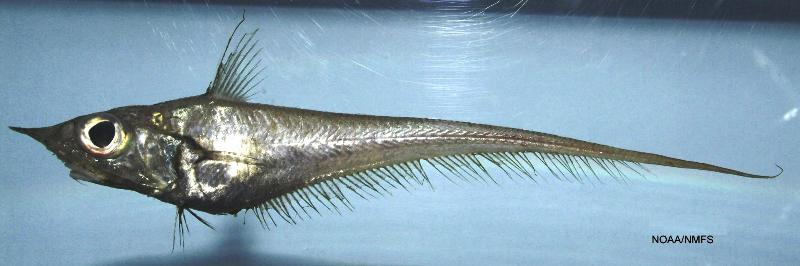
Coelorinchus caribbaeus
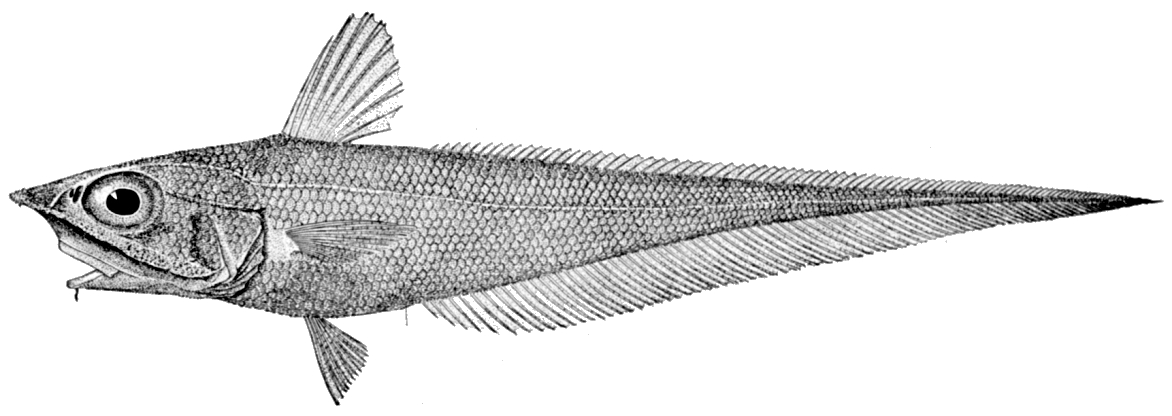
Coelorinchus carminatus
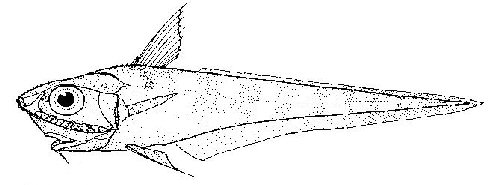
Coelorinchus cookianus
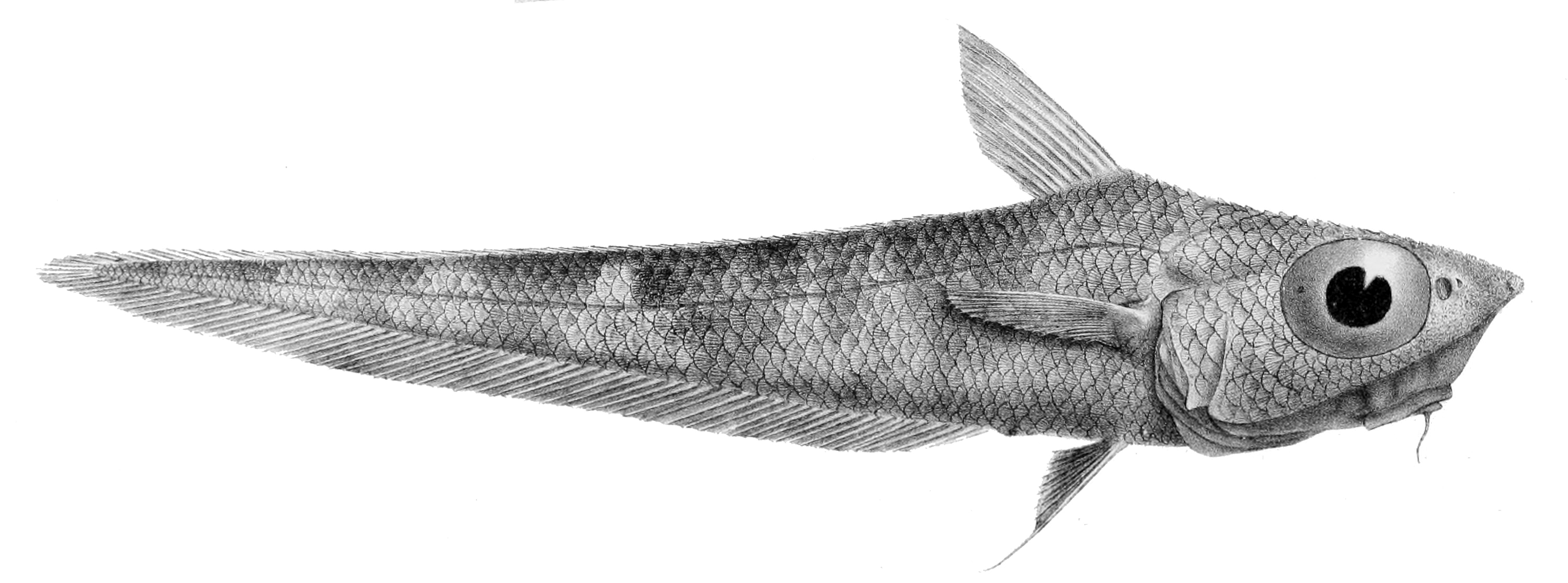
Coelorinchus fasciatus
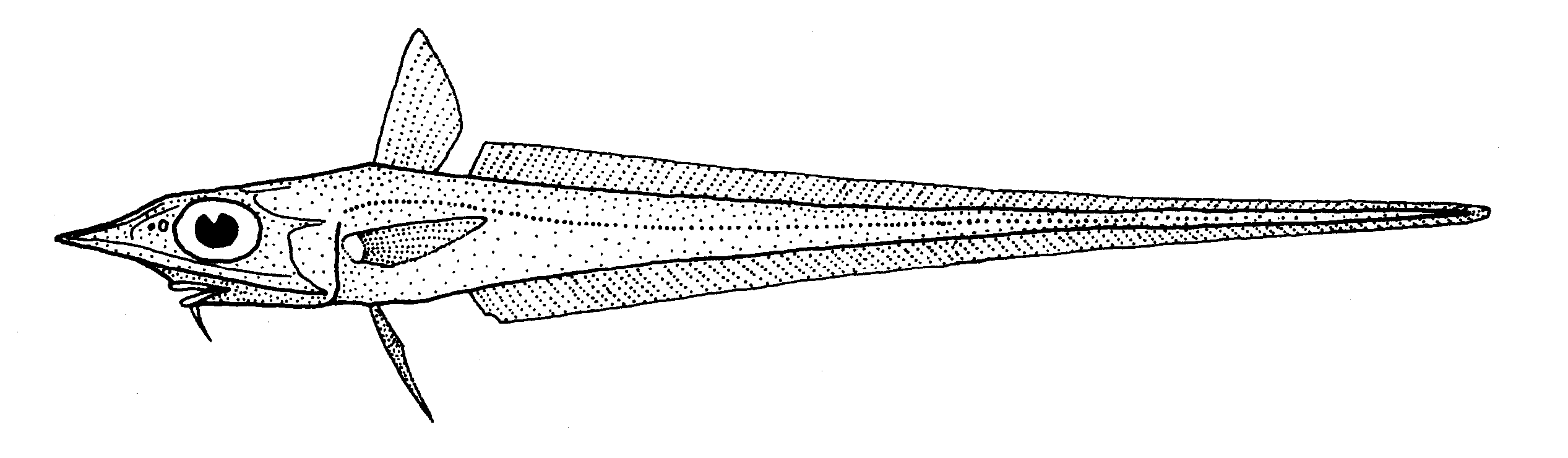
Coelorinchus innotabilis
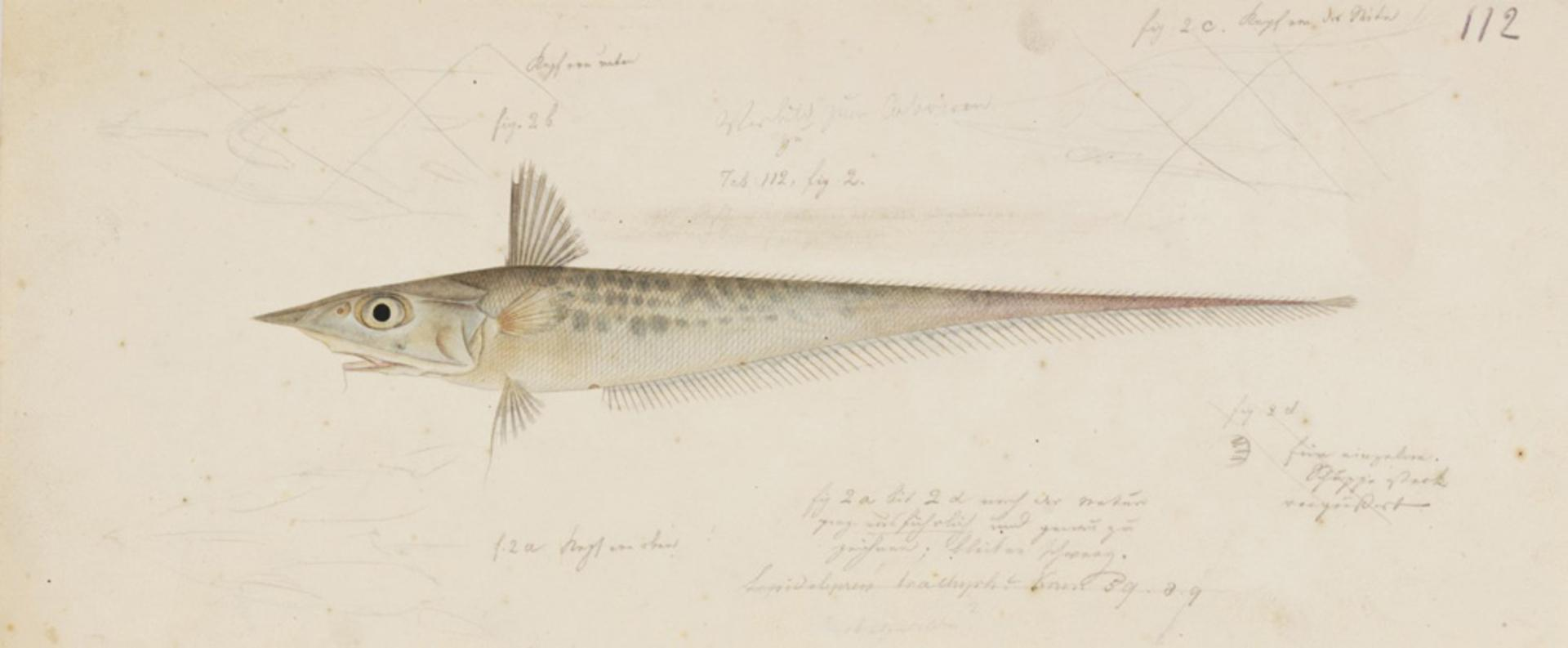
Coelorinchus japonicus
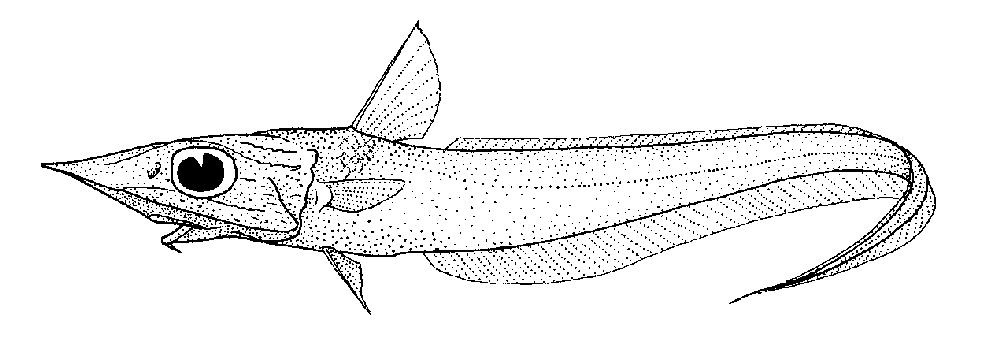
Coelorinchus kaiyomaru
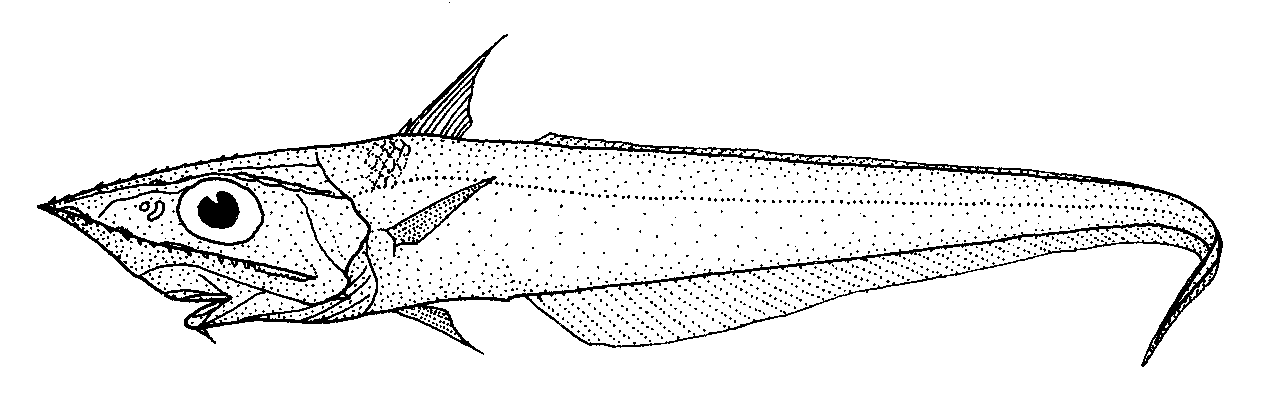
Coelorinchus kermadecus
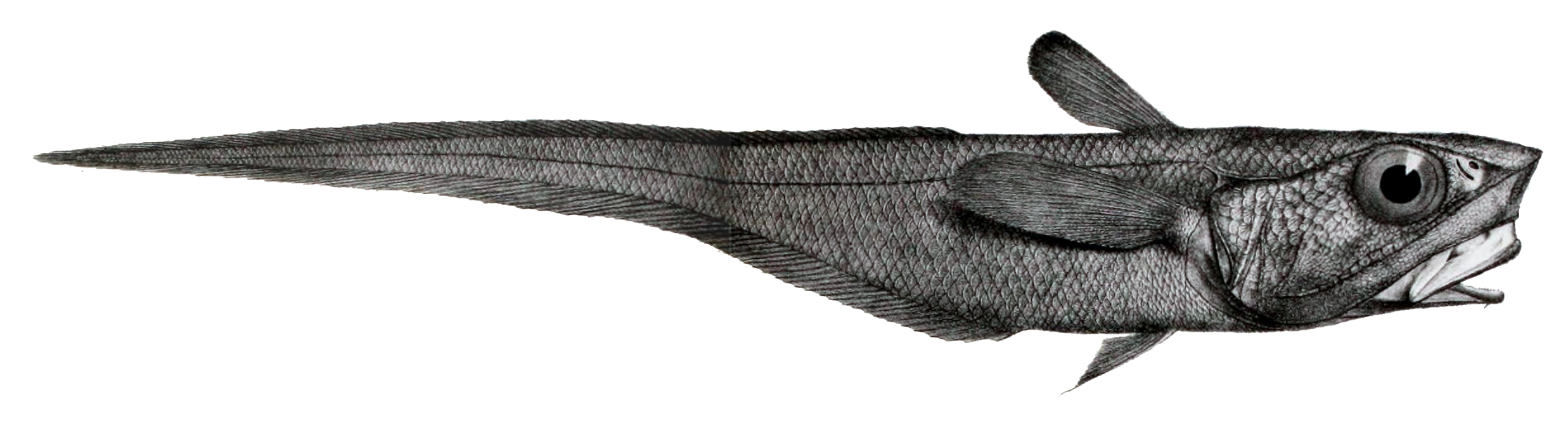
Coelorinchus macrochir
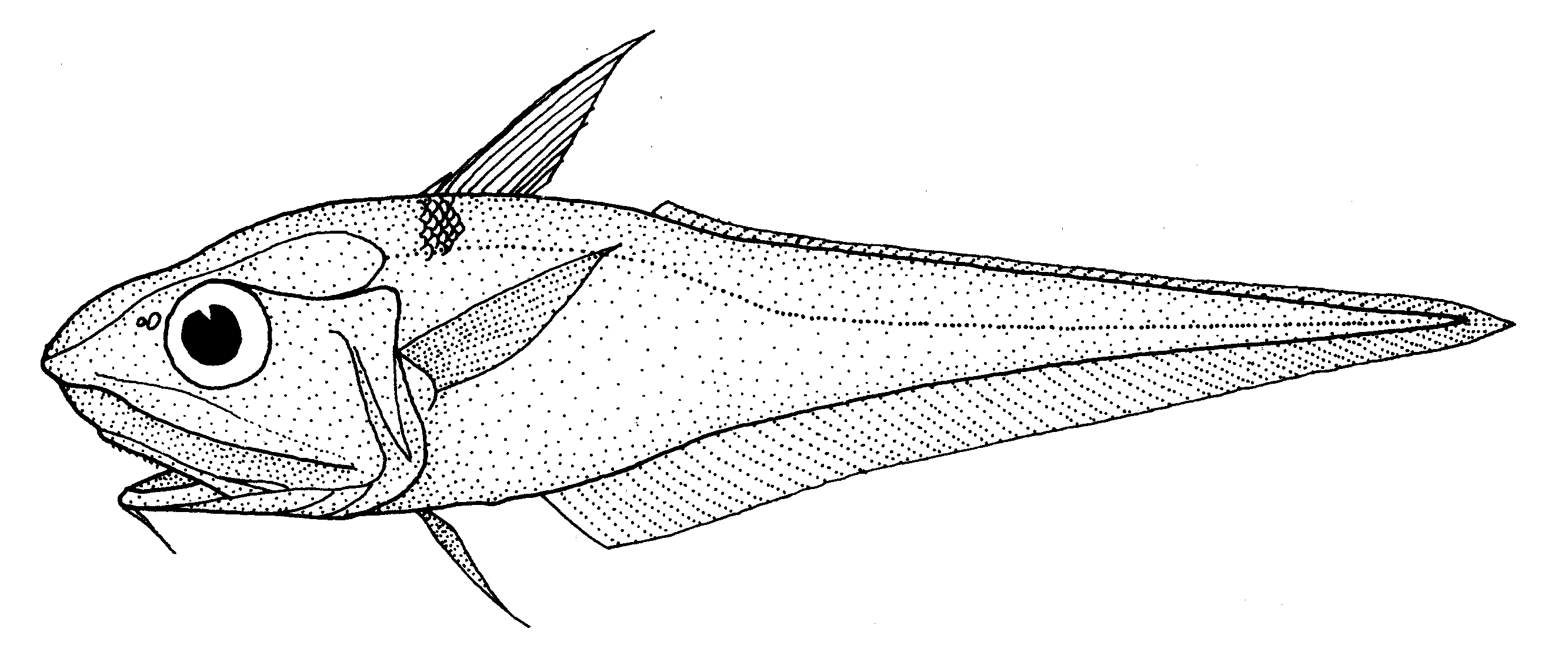
Coelorinchus matamua
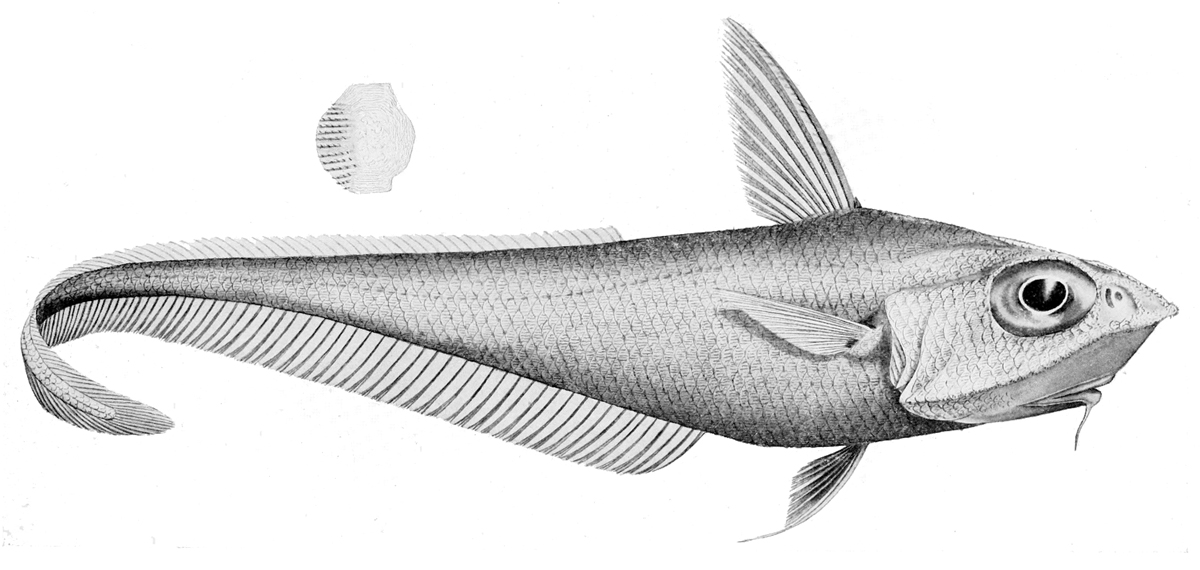
Coelorinchus mirus
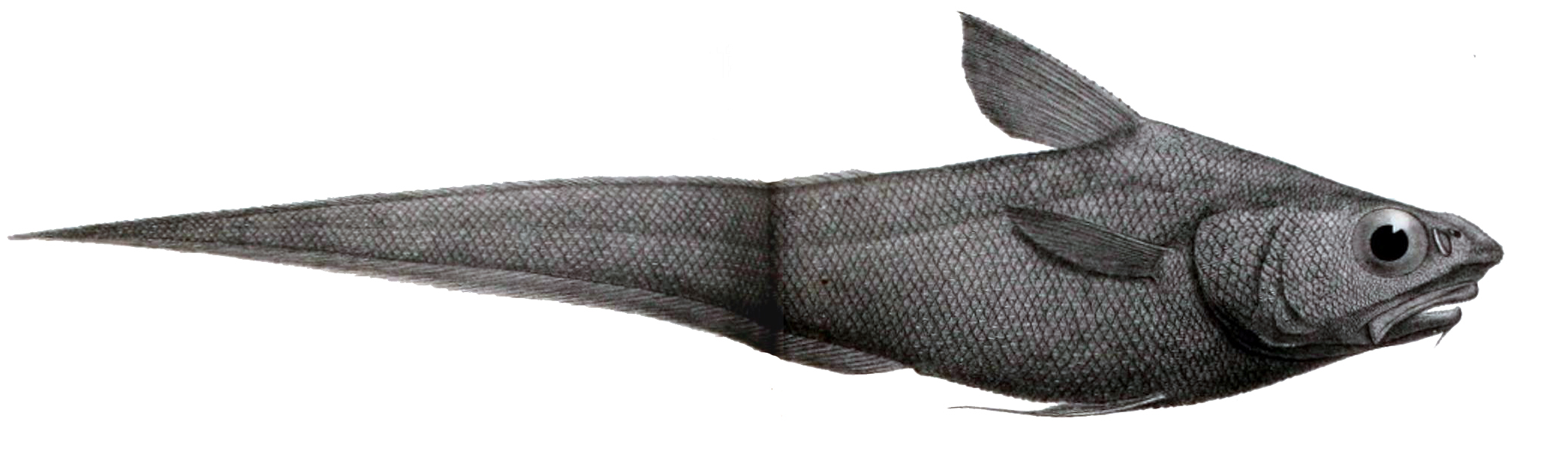
Coelorinchus occa
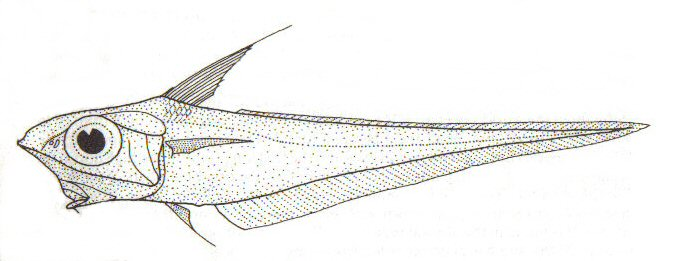
Coelorinchus oliverianus
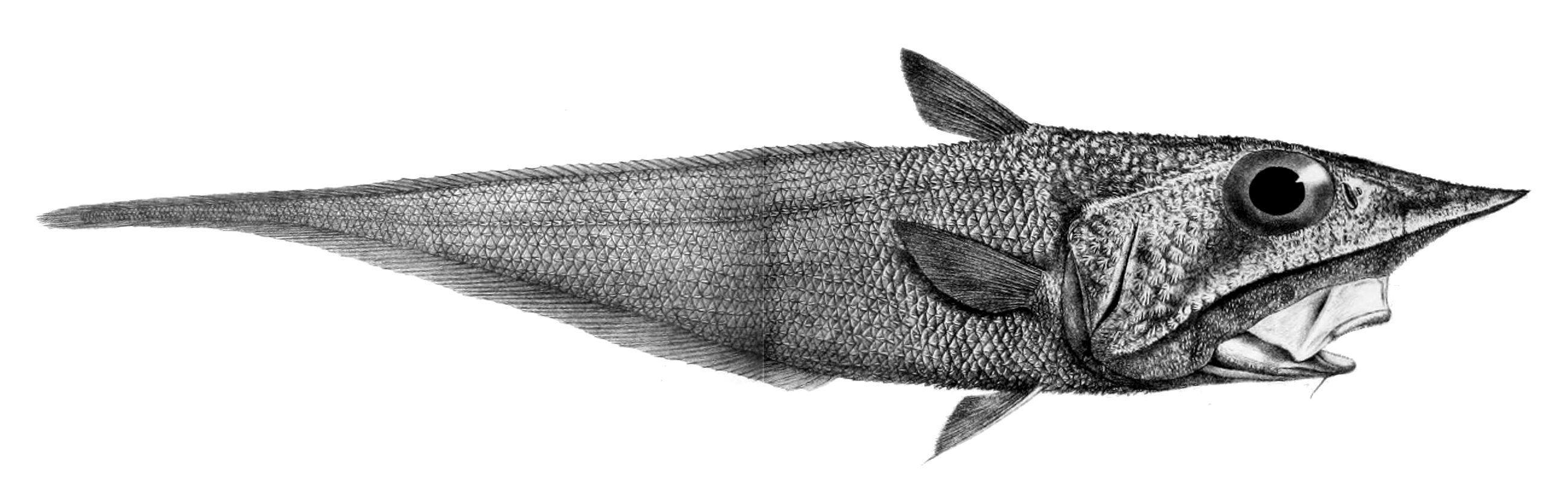
Coelorinchus parallelus
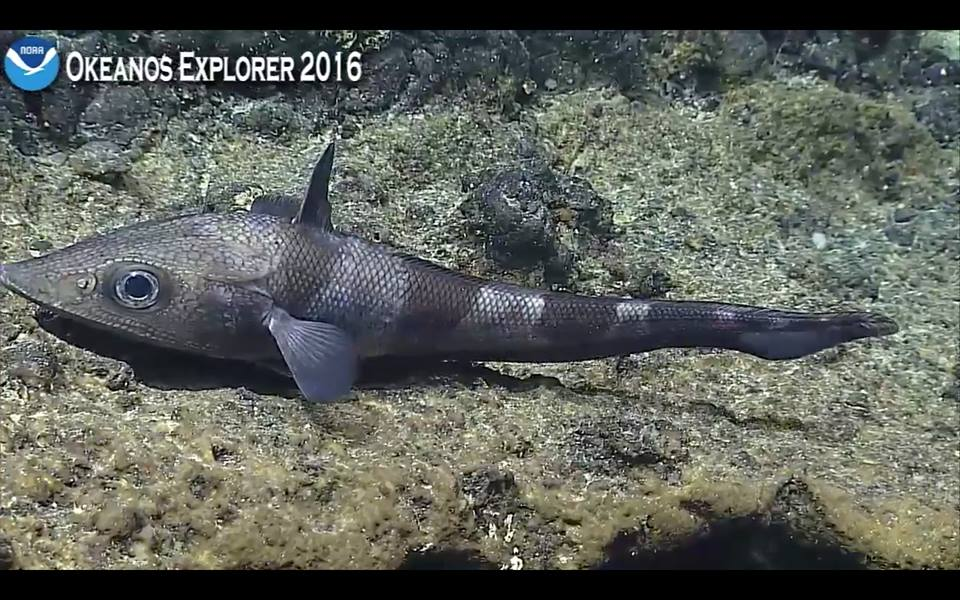
Coelorinchus tokiensis